# Neupfarrplatz

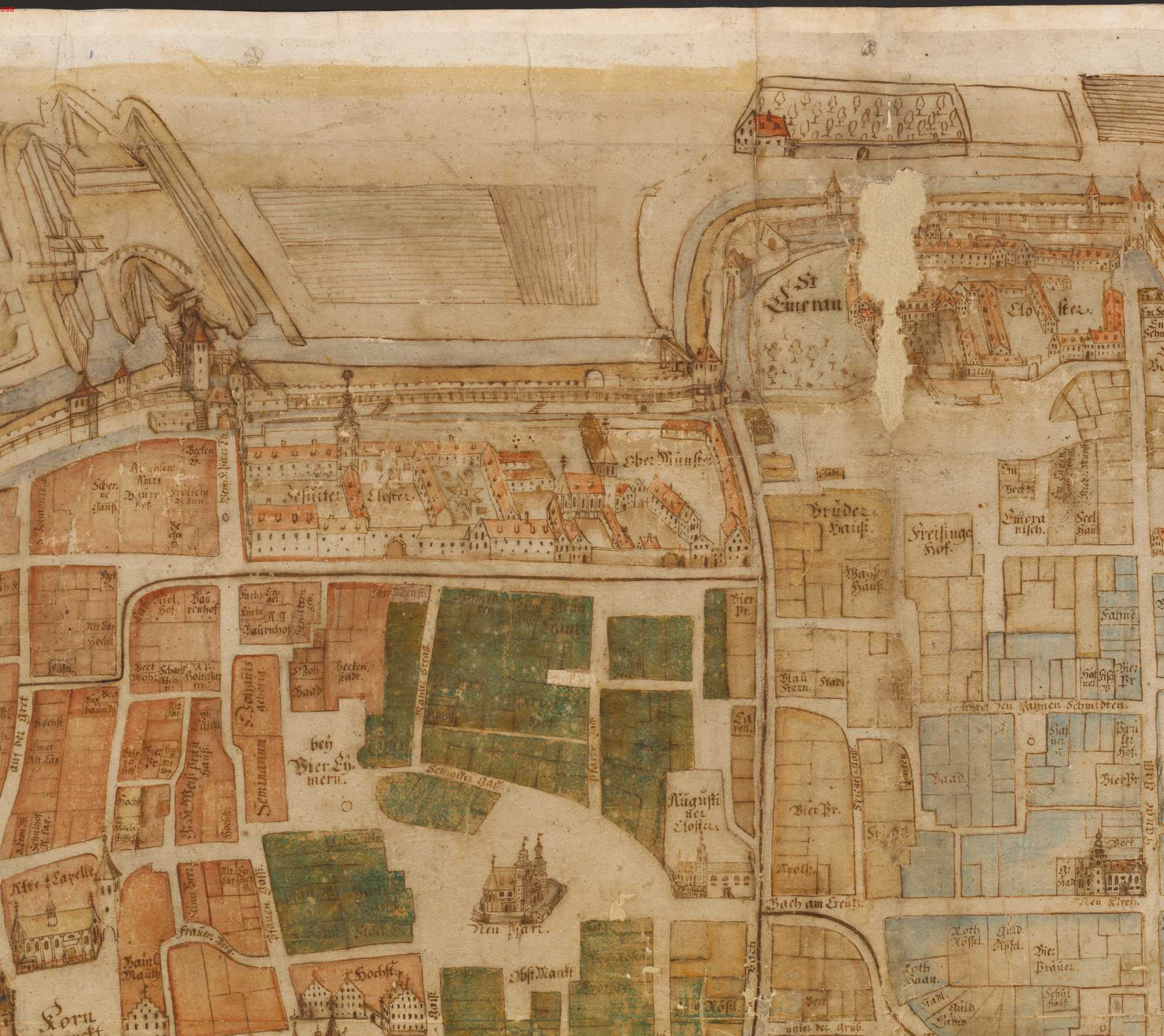
Teil-Stadtplan um 1700 Neupfarrplatz, Neupfarrkirche

Der Neupfarrplatz und die namensgebende Neupfarrkirche liegen im Zentrum der Regensburger Altstadt etwas südlich des Regensburger Doms. Die Entstehung des heutigen großen Platzes und auch der den Platz prägenden Neupfarrkirche sind zurückzuführen auf die Vertreibung der jüdischen Bevölkerung im Jahr 1519, die sich dort um 1000 n. Chr. angesiedelt hatte. Alle Häuser der Juden und auch die Synagoge im Judenviertel wurden von den Bürgern der Stadt zerstört, die Steine entwendet und als Baumaterial genutzt. Die weitere Geschichte des Platzes von der Neuzeit bis in die Moderne wurde geprägt durch die zentrale Lage des großen Platzes in der beengten Altstadt, die den Platz mit der Kirche als Ort für Versammlungen und Märkte auszeichnete. Schwerwiegend waren die am Beginn des 20. Jahrhunderts zunehmenden Belastungen des Platzes durch infrastrukturelle Erfordernisse (Unterbodenbau von Bunkern, Löschwasserreserven und Toiletten). In der Nachkriegszeit am Ende des 20. Jahrhunderts überwogen die Belastungen durch fließenden und ruhenden Verkehr, verursacht durch eine neue umfangreiche Randbebauung des Platzes mit einem Großkaufhaus, weiteren Geschäftshäusern und Banken, nachdem um 1970 viele denkmalgeschützte Altbauten kurz vor Inkrafttreten des Denkmalschutzgesetzes in Bayern abgebrochen worden waren.

## Lage und Alte Geschichte
Der Neupfarrplatz und die namensgebende protestantische Neupfarrkirche liegen im Zentrum der Regensburger Altstadt südlich vom Regensburger Dom. Auf dem Platz enden die beiden etwas breiteren Straßen, Residenzstraße und Gesandtenstraße, die heute zur Querung des Altstadtgebiets vom Elektro-Stadtbus befahren werden, früher aber auch von den sehr voluminösen Stadtbussen genutzt wurden. Auch die etwas breitere Wahlenstraße, die in der Nähe vom Alten Rathaus beginnt, endet auf dem Neupfarrplatz. Der Verlauf der Wahlenstraße entspricht dem Verlauf der ehemaligen westlichen Mauer des Römerlagers Castra Regina. Diese Römermauer verlief dort über den heutigen Neupfarrplatz (im Pflaster markiert)
noch ca. 300 m weiter nach Süden bis hin zum heutigen St.-Peters-Weg, wo sie damals nach Osten schwenkte, um das Südtor des römischen Legionslagers Castra Regina, die Porta Decumana (heute Peterstor) zu erreichen.
Diese westliche Mauer des Römerlagers wurde bereits nach 900 n. Chr. unter Herzog Arnulf I. abgebrochen. Um den von ihm beherrschten Stadtbereich zu erweitern, entstand ca. 500 m weiter westlich die neue Arnulfinische Stadtmauer. Diese Mauer bestand gut 300 Jahre bis zum Bau der noch weiter westlich ausgreifenden mittelalterlichen Stadtmauer. Mehrere teilweise kurze und schmale Gassen, wie Drei-Helmen-Gasse, Pfarrergasse, Malergasse, Pfauengasse, Vier-Eimer-Gasse, Untere und Obere Bachgasse, verbinden den Neupfarrplatz mit weiteren eng benachbarten kleineren Plätzen und weiteren Straßen.

## Mittelalter und beginnende Neuzeit
Seit 981 n. Chr. gibt es Belege für eine jüdische Gemeinde in Regensburg und bereits im frühen Mittelalter bot der Platz Raum für die Häuser eines Regensburger Judenviertels. Man geht heute von 39 erbauten Häusern aus, darunter einige öffentliche Gebäude, wie etwa die Synagoge. Die Judengemeinde hatte eine eigene Verwaltung, ein Siegel und eigene Richter. Religiöser Judenhass, konstruierte Ritualmordbeschuldigungen, wirtschaftliche Interessen der Einwohner, Kaufleute und Handwerker führten in Regensburg in der Wendezeit vom 15. zum 16. Jahrhundert zur Forderung an den Kaiser, die Juden ausweisen zu dürfen. Kaiser Maximilian I., der gegen Bezahlung als Schutzherr der Juden fungierte, lehnte den Wunsch der Stadt ab, weil seine finanziellen Interessen hinsichtlich der von ihm erwarteten Ablösungssumme nicht abgesichert waren. Der Rat der Stadt blieb in den Folgejahren bei der Forderung nach Ausweisung der Juden und der Regensburger Domprediger Balthasar Hubmaier heizte die Stimmung gegen die Juden maßgeblich an. Als der Kaiser 1519 starb, nutzte der Rat der Stadt die Gunst der Stunde und es kam in einer geplanten, den kaiserlichen Reichshauptmann Thomas Fuchs von Wallburg angeblich überraschenden Aktion zur Vertreibung der jüdischen Gemeinde (damals ca. 500 Bürger), zum Abbruch der Synagoge und der übrigen Gebäude des Viertels.
Bereits Mitte des 13. Jahrhunderts war am westlichen Ende des Platzes auf dem Gelände südlich außerhalb des von den Juden besiedelten Platzes das Augustinerkloster mit der Augustinerkirche und den zugehörigen Klostergebäuden erbaut worden. Heute sind dort noch als Gaststätte nutzbare Gebäude einiger Klostergebäude erhalten, denn die Augustinerkirche und weitere Gebäude wurden 1883 abgebrochen.

## Neuzeitliche Bebauungen und Ausgrabungen

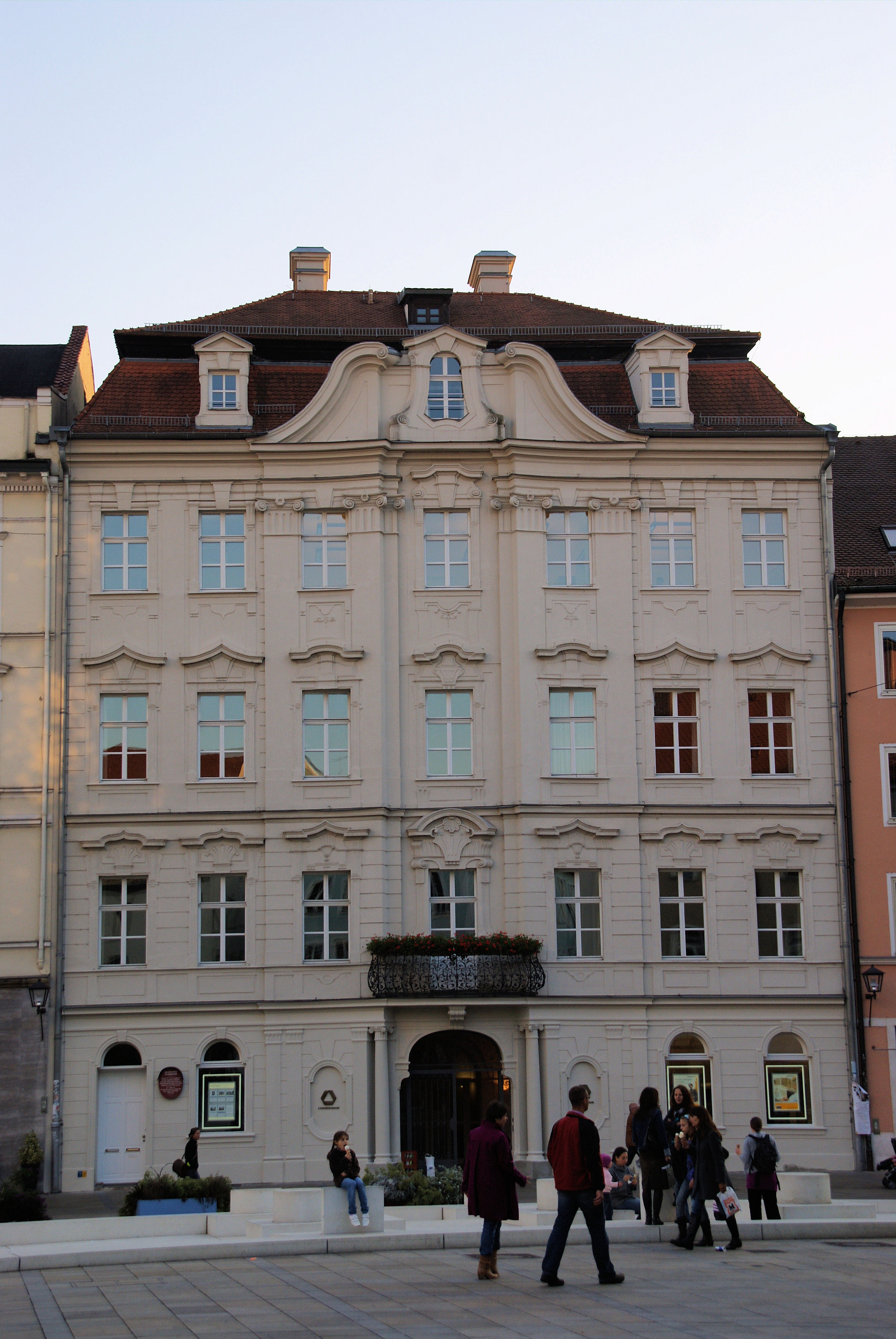
Löschenkohl-Palais, ehem. kursächsische Gesandtschaft

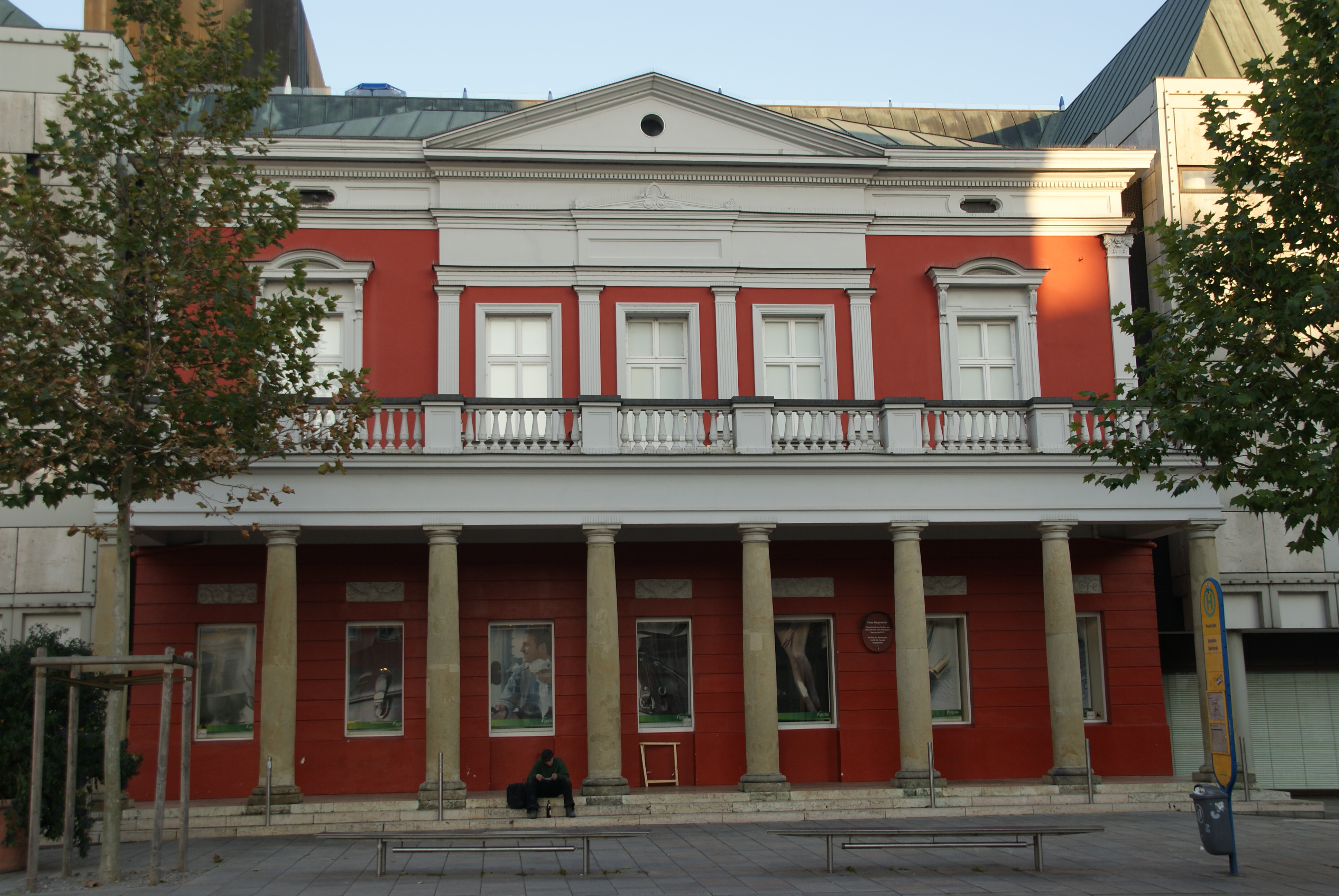
Fassade der Alten Wache

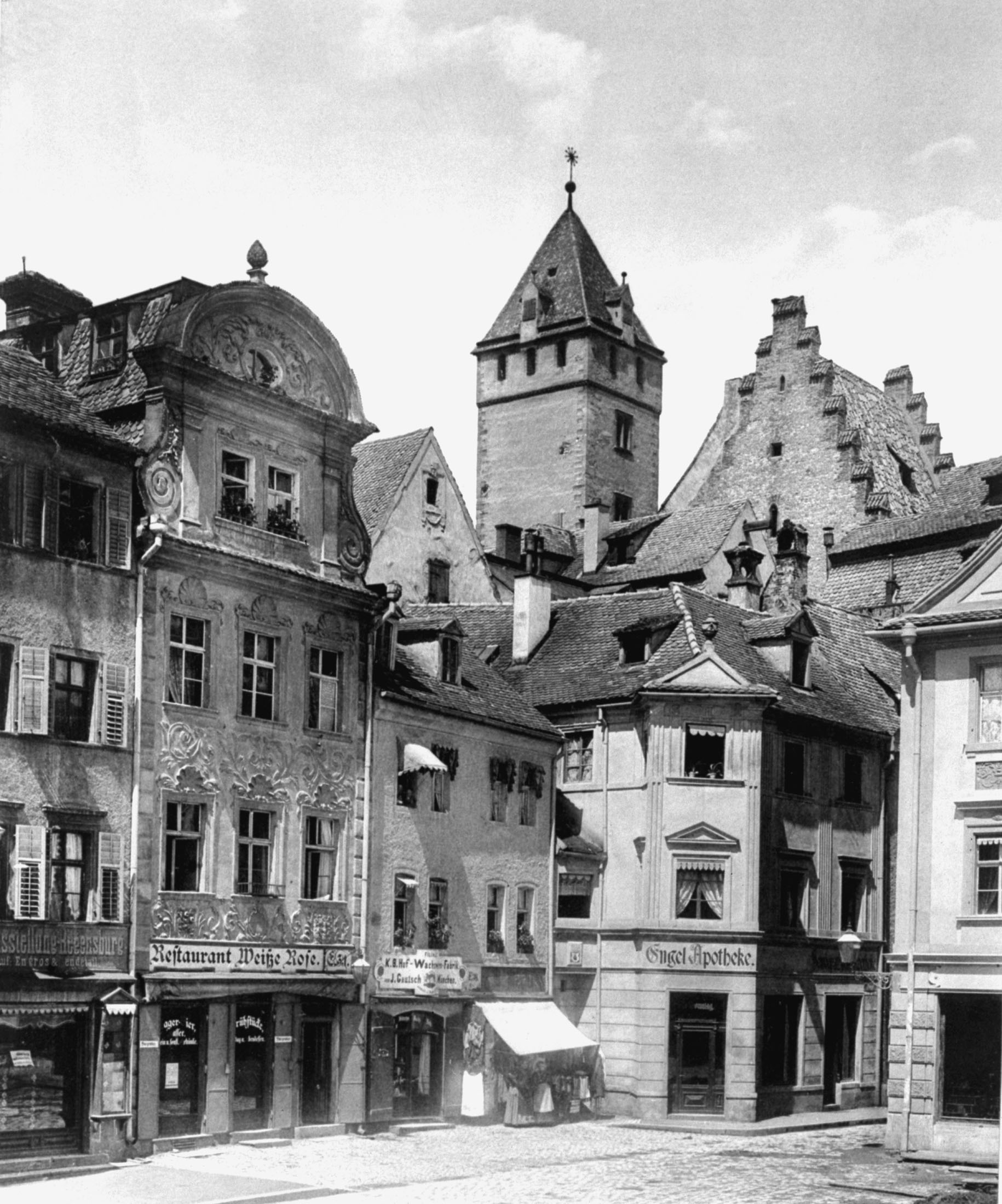
Neupfarrplatz im Jahr 1893 Ausschnitt Nordwest

In der Mitte des Platzes steht die Neupfarrkirche, deren Bau nach der Zerstörung des jüdischen Viertels 1519 begonnen, aber wegen Geldmangels bereits 1528 wieder eingestellt wurde. Der Renaissancebau war ursprünglich als katholische Wallfahrtskirche geplant, denn nach der Zerstörung des jüdischen Viertels hatte eine judenfeindlich geprägte Marien-Wallfahrt begonnen. In der später entstandenen Legende von der wundertätigen Maria wurde die Wallfahrt auf ein angebliches Wunder während der Zerstörung der ehemaligen Synagoge auf dem Platz zurückgeführt. Nach der Einstellung des Kirchbaus wurde die Westfassade des entstandenen Kirchentorsos, der aus Ostchor und unfertigen Türmen bestand, provisorisch geschlossen. Als 1542 der Rat der Stadt zur evangelisch-lutherischen Konfession überging, wurde dieser Kirchentorso als erste evangelische Pfarrkirche der Stadt genutzt. Erst 1860 wurde die provisorische Westfassade nach Plänen des Architekten Ludwig Foltz durch einen neuen Westchor endgültig geschlossen.
Auf der Südseite des Platzes befindet sich das Palais Löschenkohl (Neupfarrplatz 14), das der aus Österreich zugewanderte Regensburger Bankier und Kaufmann Hieronymus Löschenkohl 1733 nach Plänen von Johann Michael Prunner im Rokoko-Stil errichten ließ. Nach dem Konkurs seiner Geschäfte verließ er 1743 seine Familie und flüchtete nach Österreich. Seine verlassene Ehefrau finanzierte in den folgenden Jahren den Unterhalt der Familie durch Vermietungen der großzügigen Räume des Palais.
Neben anderen hatte sich dort bis 1806 auch die kursächsische Gesandtschaft beim Immerwährenden Reichstag eingemietet. In der Neuzeit wurden im Gebäude auch ein Kaufhaus, ein Kino und ein Bankgeschäft betrieben. Seit einigen Jahren steht das Gebäude leer (Stand 2022).
Westlich des Löschenkohlpalais bis hin zur Bachgasse erstreckte sich das Areal des Mitte des 13. Jahrhunderts gegründeten Augustinerklosters mit der Augustinerkirche und den zugehörigen Klostergebäuden. Von den Gebäuden ist – in zweiter Reihe liegend – nur noch das ehemalige Refektorium erhalten, das heute als Gaststätte genutzt wird. Alle übrigen Klostergebäude und auch die Augustinerkirche wurden 1838 abgebrochen. Das Areal wurde zur Bebauung an die Fabrikantenfamilie Maffei aus München verkauft.
1939/40 wurden bei der Anlage einer Löschwasserzisterne unter dem nordöstlichen Platz und beim Bau eines von den Nationalsozialisten geforderten ringförmigen Luftschutzbunkers viele verbliebene Restfundamente von Häusern im Judenghetto schwer beschädigt, zumal der Ringbunker durch unterirdische Gänge mit den zu Luftschutzkellern ausgebauten mittelalterlichen Kellern der umgebenden Häuser verbunden wurde.
Nach dem Zweiten Weltkrieg war der Neupfarrplatz Teil der West-Ost Verkehrsachse auch für den Stadtverkehr der damaligen großen Doppelbusse. Zunehmend wurde der Platz auch als Autoparkplatz genutzt. Dadurch wurde der Platz auch als Standort für ein bereits seit längerer Zeit geplantes Großkaufhaus attraktiv. Um die Baupläne für das Kaufhaus zu verwirklichen, wurden am Beginn der 1970er Jahre, nur drei Jahre bevor das Bayerische Denkmalschutzgesetz in Kraft trat, an der Ost- und der Südseite des Platzes insgesamt 22 alte Wohn- und Geschäftshäuser abgebrochen, darunter auch das Gebäude der ehemaligen Hauptwache, von der trotz des Einsatzes von Kulturdezernent Walter Boll nur die Fassade erhalten blieb, die in die Westfassade des Kaufhausneubaus integriert wurde. Diese Baumaßnahme, die in der Stadtverwaltung und in der Bevölkerung stark umstritten war, hatte starke Veränderungen im Stadtbild des östlichen Platzes und der benachbarten Gassen und kleinen Plätze zur Folge.
In den 1990er Jahren wurde der Platz verkehrsberuhigt und umgestaltet. Bei Bauarbeiten zur Neugestaltung des Platzes wurden 1995 westlich der Neupfarrkirche die Mauerreste der 1519 zerstörten gotischen Synagoge und eines romanischen Vorgängerbaus aus dem 11. oder 12. Jahrhundert gefunden. Bis dahin war die alte Synagoge von Regensburg direkt unter der Neupfarrkirche vermutet worden. Von Albrecht Altdorfer gibt es zwei detailgetreue Radierungen der Synagoge, die die Identifizierung erleichterten. Bei den Ausgrabungen in den Folgejahren wurden große Teile der mittelalterlichen Kelleranlagen des Judenviertels freigelegt und unter anderem ein Goldschatz aus dem 14. Jahrhundert mit 624 Goldmünzen und ein Fingerring mit dem Siegel der jüdischen Gemeinde gefunden. Der Goldschatz ist heute im Historischen Museum zu sehen. Die kommunalpolitischen Auseinandersetzungen um die Ausgrabungen riefen starkes bürgerschaftliches Engagement hervor, was sich auf den Umfang und die Art der Ausgrabungen (1995–97) auswirkte.
 Das von den Regensburger Architekten Lydia Lehner und Franz Robold konzipierte Informationszentrum document Neupfarrplatz stellt heute multimedial die 2000-jährige Geschichte des Platzes dar. In den unterirdischen Schauräumen sind Mauern des römischen Legionslagers, drei Keller des mittelalterlichen Judenviertels, Fundamente der Neupfarrkirche und Teile des 1940 erbauten Ringbunkers zu sehen. Ein Dokumentarfilm führt den Besucher virtuell durch die Zeiten.
Der israelische Künstler Dani Karavan machte den Grundriss der Synagoge durch ein am 13. Juli 2005 eingeweihtes begehbares Bodenrelief aus weißem Beton sichtbar.

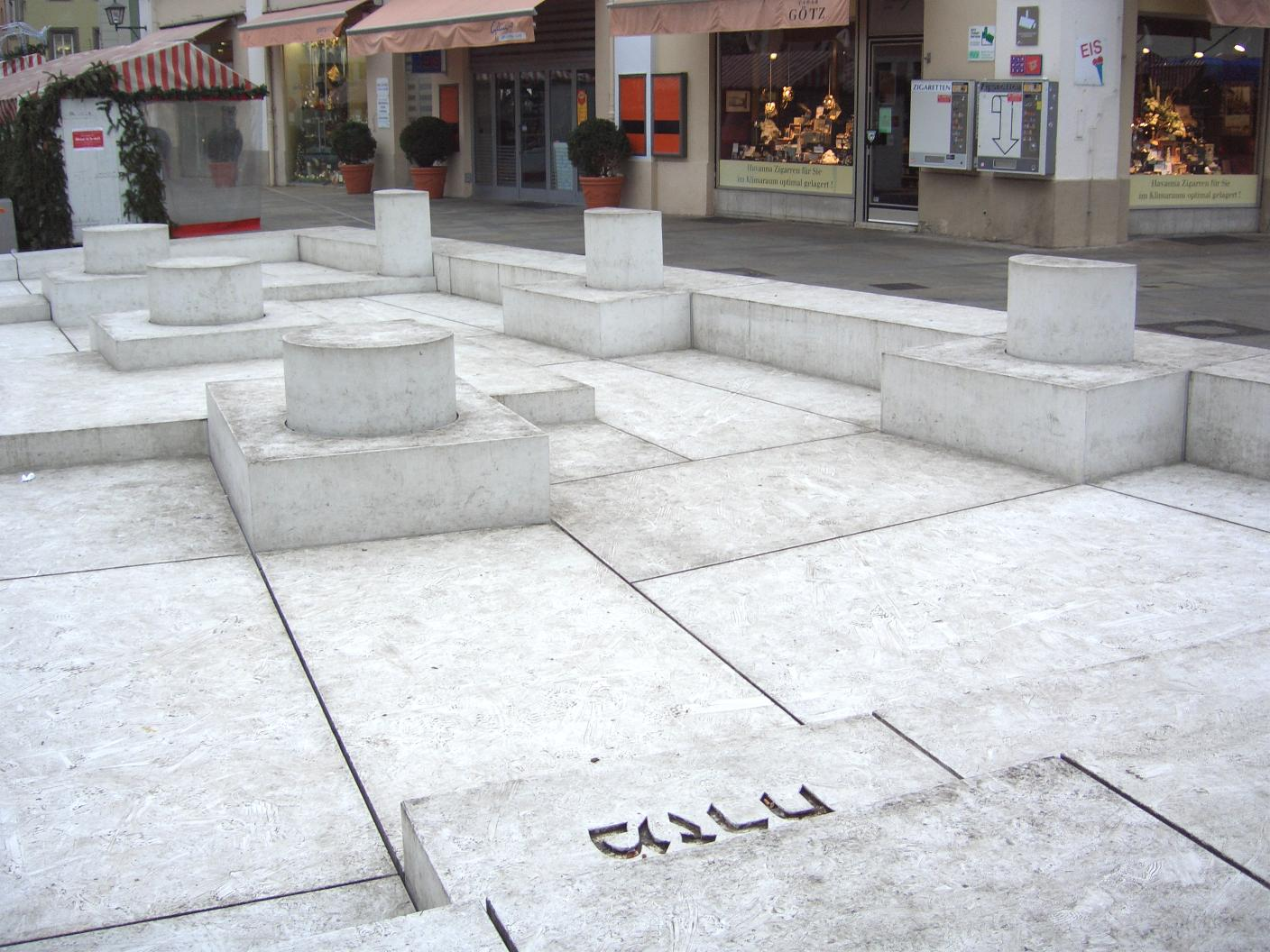
Bodenrelief der Synagoge

Der Brunnen am Platz mit kaiserlichem Doppeladler, Stadt- und Reichswappen stammt aus der Mitte des 17. Jahrhunderts, der obeliskartige Brunnenpfeiler und das Gitter von 1730.

## Neuere Geschichte
Der Platz war das Geschäftszentrum der Stadt. Zahlreiche historische Ereignisse fanden dort statt. 1796 ereignete sich dort eine Soldatenrevolte, die sich zu einem allgemeinen Bürgeraufstand auszuweiten drohte. 1919 wurde dort die Räterepublik ausgerufen, 1933 war der Platz Schauplatz der Bücherverbrennung.

Im Herbst 1942 verhaftete die Gestapo über 40 Personen und warf ihnen staatsfeindliches Verhalten vor, das hauptsächlich aus dem angeblichen Empfang ausländischer Rundfunksender und dem Austausch von dabei gewonnenen Informationen bestand. Da sich die Verfolgten, die von KPD, über BVP bis NSDAP allen politischen Lagern angehörten, in loser Folge auf dem Regensburger Neupfarrplatz trafen, gab ihnen die Gestapo den Namen „Neupfarrplatz-Gruppe“. Die Taten der Festgenommenen wurden im Abschlussbericht der Staatspolizei als zersetzende Mundpropanda bewertet, die „viele deutsche Volksgenossen in ihrer Siegeszuversicht ganz erheblich geschwächt“ habe. Zwei der Angeklagten, Josef Bollwein und Johann Kellner, wurden vom Volksgerichtshof zum Tode verurteilt und hingerichtet. Sechs weitere Personen kamen im KZ Flossenbürg teilweise unter ungeklärten Umständen zu Tode. Aufgrund der Aussagen der Inhaftierten und ihrer nicht durchdachten bzw. entwickelten politischen Positionen kann man nicht von einem antifaschistischen Volksfrontbündnis sprechen, sondern von einer emotional-weltanschaulichen Opposition.